# Mercedes-Benz M199
Il Mercedes-Benz M199 (o Daimler-Benz M199) è stato un motore a combustione interna 6 cilindri in linea a ciclo Otto prodotto dal 1955 al 1958 dalla Casa automobilistica tedesca Daimler-Benz per il suo marchio Mercedes-Benz.

## Profilo e caratteristiche

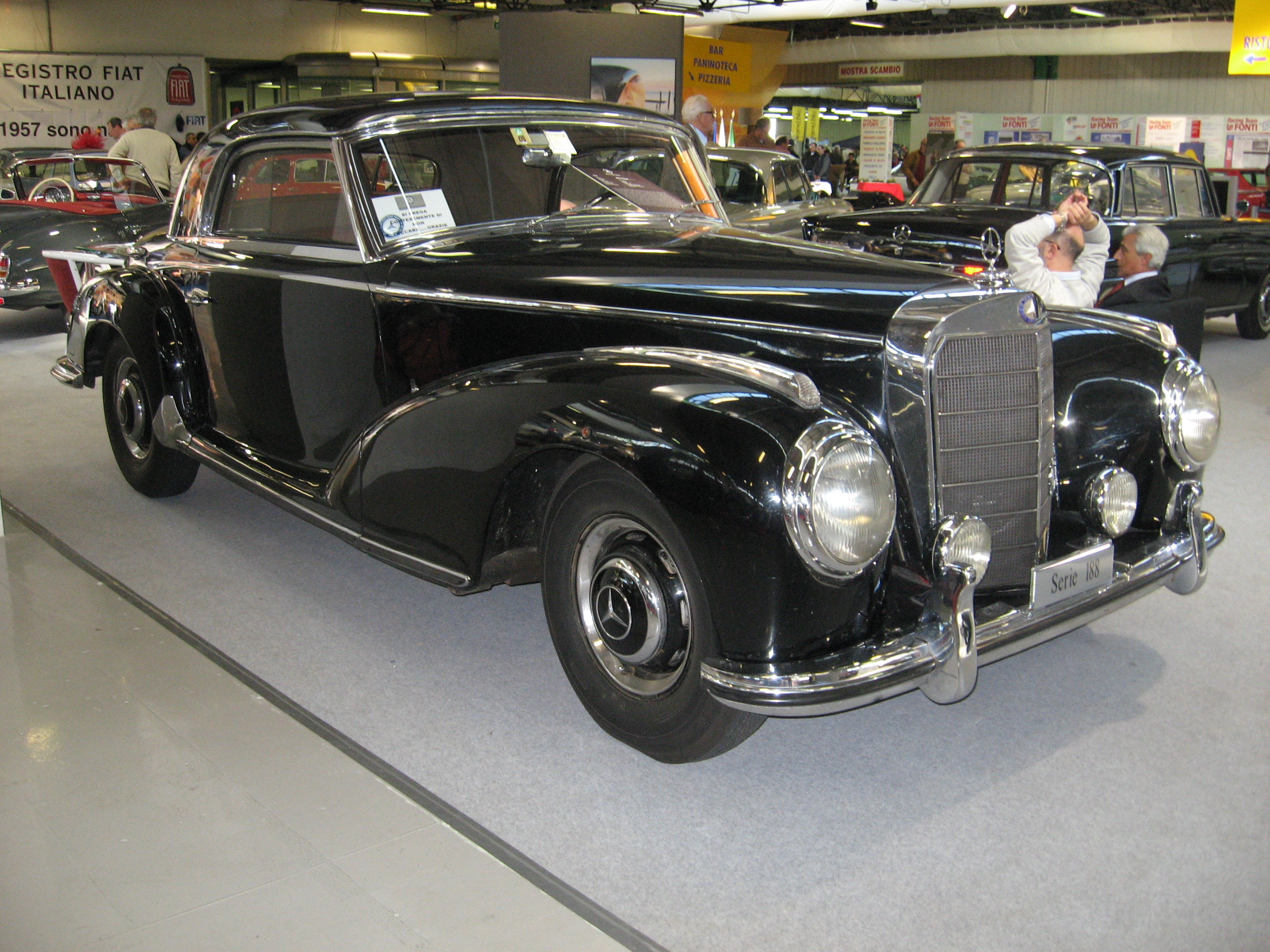
La Mercedes-Benz 300Sc Coupé, assieme alle versioni cabriolet e roadster, montava il motore M199

Introdotto nel mese di settembre del 1955, questo motore deriva direttamente dal motore M188 ed è quindi strettamente imparentato anche con gli altri motori della superfamiglia dei "Big Block" da 3 litri prodotti negli anni cinquanta e anni sessanta, famiglia il cui capostipite è stato il motore M186, lanciato quattro anni prima.

Del motore M188 che va a sostituire, il nuovo motore M199 rappresenta in pratica la versione ad iniezione, che in questo caso è diretta ed a controllo meccanico. Ma le differenze non finiscono qui: vi sono stati anche altri aggiornamenti volti ad ottimizzare l'erogazione del motore. 

In definitiva, le caratteristiche del motore M199 sono le seguenti:
- architettura a 6 cilindri in linea;
- basamento in ghisa;
- testata in lega di alluminio;
- monoblocco di tipo sottoquadro;
- alesaggio e corsa: 85x88 mm;
- cilindrata: 2996 cm³;
- distribuzione ad un asse a camme in testa;
- testata a due valvole per cilindro;
- albero a gomiti su 7 supporti di banco;
- rapporto di compressione: 8.55:1;
- alimentazione ad iniezione meccanica diretta Bosch;
- pompa di iniezione a 6 pistoncini;
- potenza massima: 175 CV a 5400 giri/min;
- coppia: 255 Nm a 4300 giri/min;
- applicazioni: Mercedes-Benz 300 Sc (1955-58).

Le differenze sostanziali tra il motore M199 ed il precedente M188 stavano quindi nel tipo di alimentazione, ma anche nel rapporto di compressione adottato, che in questo caso è più spinto.

Tra i motori appartenenti alla stessa famiglia, il motore M199 è stato il secondo per prestazioni dopo il motore M198 montato sulla 300 SL "Ali di Gabbiano".

L'ultimo motore M199 è stato prodotto nell'aprile del 1958.